# Utfyllnadsord
Utfyllnadsord eller utfyllnadsfraser är ord respektive fraser som fyller ut samtal eller yttranden men ger liten eller ingen mening eller substans, exempelvis: ”bah, du vet, liksom, som, sörru, typ, öh, öhm”.
Utfyllnadsord kan hjälpa att upprätthålla flöde eller ge paus men kan även försämra tydlighet och effektivitet i kommunikation. Överberoende av utfyllnadsord kan i talspråk signalera tvekan eller brist på förtroende och i offentligt tal eller presentation underminera talarens trovärdighet eller distrahera publiken.